# Korana (Plitvička Jezera)
Korana falu Horvátországban Lika-Zengg megyében. Közigazgatásilag Plitvička Jezerához tartozik.

## Fekvése
Otocsántól légvonalban 30 km-re, közúton 64 km-re keletre, községközpontjától Korenicától légvonalban 21 km-re közúton 23 km-re északnyugatra, a Plitvicei-tavak Nemzeti Park északi határán, az 1-es számú főút mellett a Korana jobb partján fekszik.

## Története
A falunak 1890-ben 11, 1910-ben 26 lakosa volt. A trianoni békeszerződés előtt Lika-Korbava vármegye Korenicai járásához tartozott. Ezt követően előbb a Szerb-Horvát-Szlovén Királyság, majd Jugoszlávia része lett. 1991-ben lakosságának 95 százaléka horvát volt. 1991-ben a független Horvátország része lett, de a közeli falvak szerb lakossága még az évben Krajinai Szerb Köztársasághoz csatlakozott. Március 25-én a szerbek Koranát is elfoglalták, március 28-án a Korana hídján barikádot építettek és a környező magaslatokra kitűzték a szerb zászlót. A horvát hadsereg 1995. augusztus 6-án a Vihar hadművelet keretében foglalta vissza a község területét. A falut később újjáépítették. 2011-ben 25 lakosa volt.

## Lakosság
| Lakosság változása | Lakosság változása | Lakosság változása | Lakosság változása | Lakosság változása | Lakosság változása | Lakosság változása | Lakosság változása | Lakosság változása | Lakosság változása | Lakosság változása | Lakosság változása | Lakosság változása | Lakosság változása | Lakosság változása | Lakosság változása |
| ------------------ | ------------------ | ------------------ | ------------------ | ------------------ | ------------------ | ------------------ | ------------------ | ------------------ | ------------------ | ------------------ | ------------------ | ------------------ | ------------------ | ------------------ | ------------------ |
| 1857               | 1869               | 1880               | 1890               | 1900               | 1910               | 1921               | 1931               | 1948               | 1953               | 1961               | 1971               | 1981               | 1991               | 2001               | 2011               |
| 0                  | 0                  | 0                  | 11                 | 18                 | 26                 | 13                 | 0                  | 106                | 98                 | 77                 | 60                 | 59                 | 64                 | 24                 | 25                 |

(1890-ig és 1931-ben még Smoljanac településrészeként lakosságát nem számolták önállóan, 1948 óta önálló falu. 1910-ben Korana Drežnička néven.)